# 흰발타마린
흰발타마린(Saguinus leucopus)은 남아메리카에 사는 신세계원숭이로 타마린의 일종이다. 콜롬비아에서 발견된다.